# Howard Cheng A June
Howard Cheng A June is een Surinaams songwriter. Hij deed meerdere keren mee aan SuriPop en won het componistenfestival in 1992.

## Biografie
Hij was de schrijver van het nummer Arki mi, waarvoor Ricky Cheng A June de muziek schreef. Het lied werd in 1990 door Gerold Limon gezongen tijdens SuriPop maar viel niet in de prijzen.
In 1992 zonden Ricky en Howard Cheng het nummer Den momenti sondro yu in en werden deze keer de winnaars van het festival. Hun lied werd gezongen door Ruben del Prado.